# Vincent Pfäfflin
Vincent Pfäfflin (* 1981) ist ein deutscher Stand-up-Komiker. Ein häufig wiederkehrendes Motiv seiner Comedy ist das Thema des Cannabis-Konsums. Zudem macht er als „Vini Paff“ Musik, in der es ebenfalls ums Kiffen bzw. Kiffer-Lifestyle geht.

## Leben
Pfäfflin wuchs in den USA auf und kam im Alter von 13 Jahren nach Deutschland. 2012 trat er erstmals als Komiker auf.
Er gewann den zweiten Preis des Scharfrichterbeils 2014 und den RTL Comedy Grand Prix 2015. Er trat u. a. mehrfach bei TV total, NightWash, Vereinsheim Schwabing, StandUpMigranten, Bülent und seine Freunde (RTL) und dem Fat Chicken Club (Tele 5) auf. Zudem hatte er Gastauftritte als Hotelpage in den Musikvideos der Lieder „Nullkommaneun“ und „Ibis Hotel“ des Rappers SSIO.
Mit seinem Soloprogramm Ich vertrau dir nicht! war er von Oktober 2015 bis Oktober 2016 auf bundesweiter Tournee. Mit seinem zweiten Programm Nicht mehr ganz so dicht ist er seit März 2018 auf Tour.